# Каниксу (национальный лес)
Каниксу (англ. Kaniksu National Forest) — национальный лес на севере штата Айдахо, северо-западе штата Монтана и северо-востоке штата Вашингтон, США. Наряду с прилегающими национальными лесами Кер-д’Ален и Сент-Джо, Каниксу входит в состав объединённого национального леса Айдахо-Панхэндл, который находится под единым управлением. Площадь леса составляет 6587,61 км². 55,7 % территории леса расположены в границах штата Айдахо; 27,9 % — в штате Монтана и 16,4 % — в штате Вашингтон. Штаб-квартира леса расположена в городе Кер-д’Ален, штат Айдахо.
Слово каниксу означает на языке индейцев панд-орей «чёрные одежды» и употреблялось по отношению к иезуитским миссионерам, распространявшим христианство в этих краях.
Национальный лес Каниксу был основан 1 июля 1908 года, после разделения леса Прайст-Ривер. 30 сентября 1933 года к Каниксу была присоединена часть территории леса Панд-Орей, а 1 июля 1954 года он был расширен за счёт присоединения часть территории леса Кабинет. С 1 июля 1974 года Каниксу находится под единой администрацией с лесами Кер-д’Ален и Сент-Джо.